# Sam Hall (Wasserspringer)
Samuel „Sam“ Wesley Hall (* 10. März 1937 in Dayton, Ohio; † 11. August 2014 in Florida) war ein US-amerikanischer Wasserspringer.

## Familie
Sam Hall wurde im Jahr 1937 in Dayton, Ohio als Sohn von Ann und Dave Hall geboren. Er hatte noch zwei Brüder. Sein Vater war von 1965 bis 1970 Bürgermeister der Stadt Dayton, sein Bruder Tony Hall war von 1979 bis 2002 Mitglied des Repräsentantenhauses und danach im diplomatischen Dienst aktiv. Dieser setzte sich während seiner politischen Karriere stark für Osttimor während der Besetzung durch Indonesien ein.

## Karriere
Schon früh während seiner Schulzeit war klar, dass Hall ein großes Talent war. So betrieb er während seiner Zeit an der Ohio State University vier Sportarten gleichzeitig und zeigte herausragende Leistungen. Dies führte jedoch dazu, dass er sich entscheiden musste, ob er in der Leichtathletik oder im Wasserspringen eine Karriere anstreben sollte. Die größeren Erfolgsaussichten bewegten ihn dazu, sich auf das Wasserspringen zu konzentrieren. Er gewann in den Jahren 1959 und 1960 Sam diverse Titel bei Big-Ten Conference-Meisterschaften, NCAA-Meisterschaften und Wettbewerben der AAU.
Bei den panamerikanischen Spielen 1959 konnte Hall die Silbermedaille vom 3-Meter-Brett erringen. Selbiges gelang ihm auch im Jahr 1960: Bei den Olympischen Sommerspielen im Rom wurde er hinter Gary Tobian Zweiter und brachte so ebenfalls Silber mit nach Hause.
Nach den Spielen 1960 schrieb er sich bei der US Army ein und war auch hier sportlich weiter aktiv, ehe ihn eine Knieverletzung zum Karriereende zwang.

## Späteres Leben
Im Jahr 1968 wurde er in das Repräsentantenhaus von Ohio gewählt. Da er diese Arbeit aber als „meist langweilig“ empfand, wandte er sich anderen Themen zu. So führte das Olympia-Attentat, aber auch der Wunsch nach Buße für sein Verhalten während einer längeren Zeit der Drogen-Anhängigkeit dazu, dass er sich bei den Multinational Force and Observers einschrieb, einer internationalen Friedenstruppe, die den Friedensvertrag zwischen Ägypten und Israel sicherstellen sollte. Hier wurde er von israelischen Experten in der Terrorismusabwehr ausgebildet.
Seine dort erworbenen Kenntnisse nutze er in den Folgejahren in diversen Einsätzen. Während des Contra-Kriegs wurde er am 12. Dezember 1986 von Sandinisten auf dem Gebiet des Militärflughafens Punta Huete/Nicaragua gefangen genommen und als Spion verhört und nach eigenen Angaben gefoltert. Er bezeichnete sich in einem Interview als Mitglied der Phoenix Battalion, einer Art US-amerikanischer Fremdenlegion, dessen letztes Mitglied er sei. Nach 49 Tagen wurde Hall freigelassen und in die USA ausgewiesen.
Über seine Zeit nach der Karriere schrieb Hall ein Buch mit dem Titel Counter-terrorist, in dem er seine Sicht über diese Zeit darlegte.
Er starb am 11. August 2014 im Alter von 77 Jahren in Florida.